# Fritz Haarmann

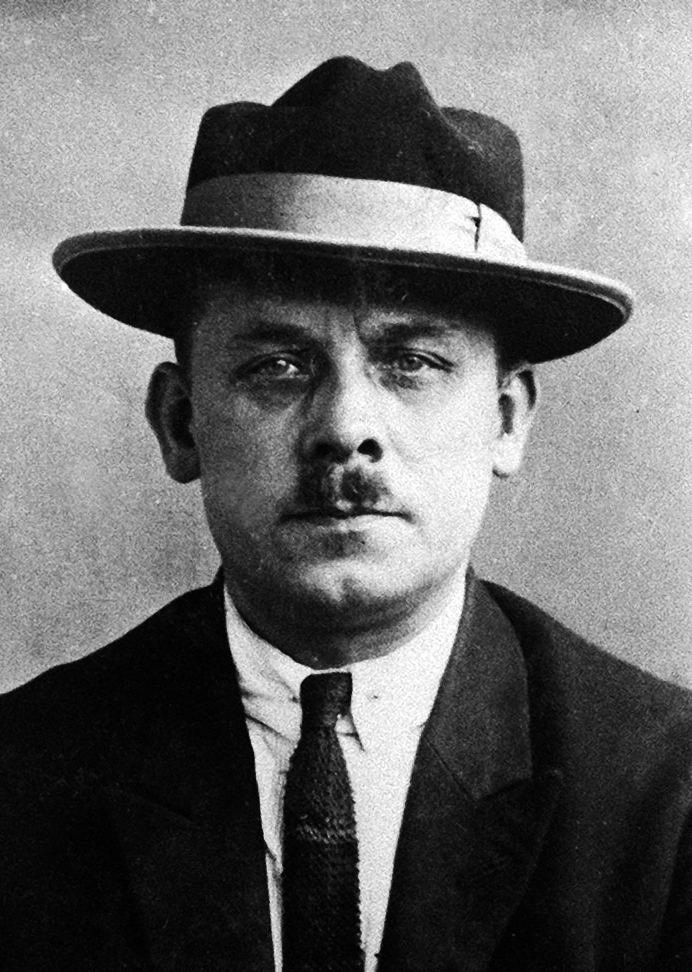
Fritz Haarmann (1924)

Friedrich „Fritz“ Heinrich Karl Haarmann (geboren 25. Oktober 1879 in Hannover; hingerichtet 15. April 1925 ebenda) war ein deutscher Serienmörder, der wegen Mordes an insgesamt 24 Jungen bzw. jungen Männern im Alter von 10 bis 22 Jahren vom Schwurgericht beim Landgericht Hannover am 19. Dezember 1924 zum Tode verurteilt wurde.
Er wird auch Der Vampir, Der Schlächter, Der Kannibale und Der Werwolf von Hannover genannt. Die Bezeichnung Der Totmacher geht auf den gleichnamigen Film aus dem Jahr 1995 zurück, obgleich ursprünglich der Serienmörder Rudolf Pleil so genannt wurde.

## Leben

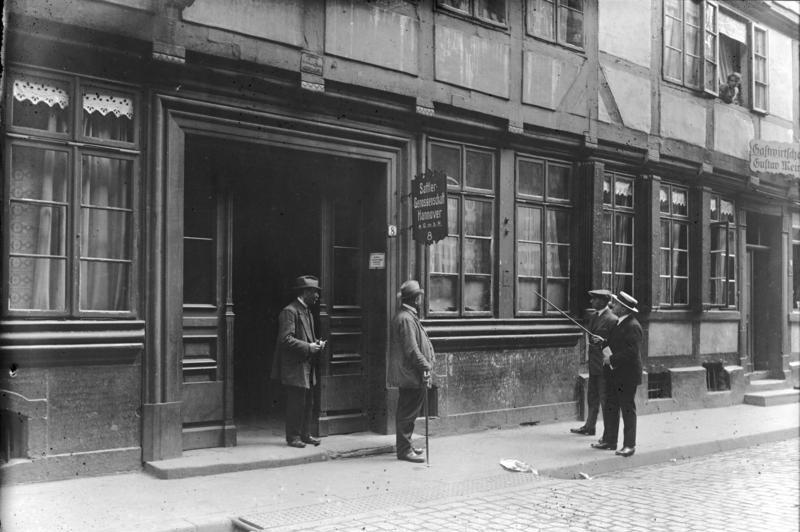
Wohnhaus von Fritz Haarmann an der Neuen Straße

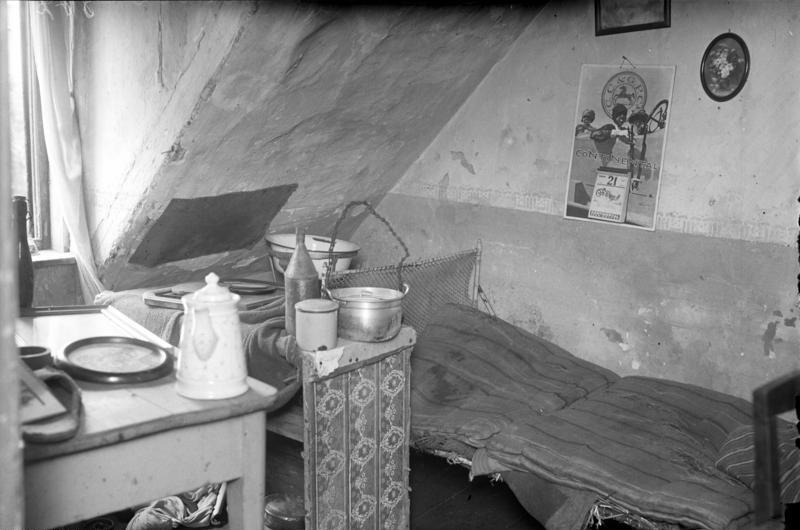
Haarmanns Mansardenwohnung in der Roten Reihe (Dezember 1924)

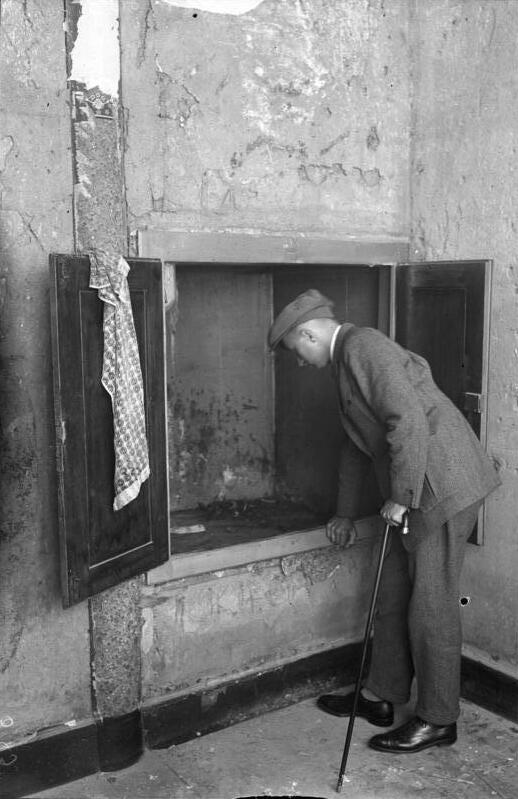
Die Totenkammer, in der Haarmann seine umgebrachten Opfer bis zum nächsten Tag aufbewahrte (Juli 1924)

Die Vorfahren von Fritz Haarmann stammten aus Apricke. Sein Vater hieß Friedrich Harmann (mit einfachem a in der ersten Silbe) und soll einen autoritären Erziehungsstil praktiziert, die Mutter Johanne hingegen ihren Sohn verwöhnt haben. Er hatte insgesamt sechs Geschwister, von denen der Halbbruder Karl Claudius unter ungeklärten Umständen 1895 in der Leine ertrank. Als Kind sei Haarmann, wie er in psychiatrischen Gesprächen angab, von seinem älteren Bruder über längere Zeit sexuell missbraucht worden.
Nach dem Schulbesuch absolvierte der junge Haarmann eine Schlosserlehre und besuchte von 1895 an eine Unteroffizierschule des Heeres. Dabei traten bei ihm Halluzinationen auf, die auf einen Sturz oder Sonnenstich schließen ließen. Als dieselben Symptome nochmals auftraten, beantragte er seine Entlassung. Arbeitslos und ohne Antrieb zur Arbeit in der väterlichen Zigarrenfabrik wurde er von einer Nachbarin verführt und beging an Nachbarskindern sexuellen Missbrauch. Dies führte zu einem Strafverfahren gegen ihn, das eingestellt wurde. Er wurde in eine Heilanstalt im ehemaligen Klosterbezirk Sülte in Hildesheim eingewiesen, wo man ihm unheilbaren Schwachsinn attestierte. Die Unterbringung war für ihn eine traumatische Erfahrung, sodass er mehrfach flüchtete und zeitlebens Angst vor einer erneuten Einweisung hatte. Er setzte sich in die Schweiz ab und kehrte 1899 zurück. Danach ging er erneut keiner Beschäftigung nach. Ein Verlöbnis scheiterte.
1900 wurde er zum Militär eingezogen und in Colmar stationiert. Dort erlitt er Ohnmachtsanfälle und kam für vier Monate ins Lazarett, wo bei ihm hebephrene Schizophrenie festgestellt wurde. Haarmann wurde in Rente geschickt. Nach Hannover zurückgekehrt, verklagte er seinen Vater auf Unterhalt; es kam zu Handgreiflichkeiten zwischen beiden. Der Vater lieh ihm einen Geldbetrag, mit dem Haarmann ein Fischgeschäft eröffnete, das bald bankrottging. Ein zweites Verlöbnis ging ebenfalls in die Brüche.
1905 zog sich Haarmann eine Geschlechtskrankheit zu. Er unterhielt homosexuelle Kontakte. Diese knüpfte er hauptsächlich am hannoverschen Hauptbahnhof zu jungen Ausreißern und entlaufenen Heimkindern. Während dieser Zeit begann Haarmanns Laufbahn als Kleinkrimineller. Er beging Unterschlagungen, Diebstähle, Einbrüche und Hehlereien, die zu 17 Verurteilungen führten. Gleichzeitig war er als Polizeispitzel tätig. Den Ersten Weltkrieg verbrachte er im Gefängnis. Haarmann lebte zuletzt in einem Dachzimmer in der Straße Rote Reihe 2 im heutigen Stadtteil Calenberger Neustadt. Das damals eng bebaute Altstadtviertel war als Rotlichtviertel bekannt. 1919 machte Haarmann die Bekanntschaft des Hans Grans, eines über 20 Jahre jüngeren Kleinkriminellen. Sie führten über mehrere Jahre eine sexuelle Beziehung. In der Nachkriegszeit mit ihrem knappen Warenangebot lebte Haarmann vom Handel mit Altkleidern und Fleischkonserven.

## Schauplatz
Schauplatz der Mordserie war die hannoversche Altstadt in der Zeit der Weimarer Republik. In dieser Epoche wurde der preußisch-wilhelminische Ordnungsstaat durch die Nachkriegswirren des Jahres 1918 schwer erschüttert. Haarmanns Milieu und sozialer Mikrokosmos stellten der Hauptbahnhof Hannover und die Leineinsel Klein-Venedig dar. Die öffentlich zugängliche Wartehalle des Hauptbahnhofs diente Obdachlosen, Arbeitslosen, elternlosen Kindern und „Ausreißern“ in großer Zahl als Zufluchtstätte. Die von Armut, Elend und Hunger geprägte Situation wurde durch das Eintreffen gewaltbereiter und traumatisierter Soldaten am Verkehrsknotenpunkt Hannover weiter angeheizt. Die 450.000-Einwohner-Stadt entwickelte sich wegen ihrer günstigen geographischen Lage zu einem internationalen Durchgangs- und Schiebermarkt, wodurch Kriminalität und Prostitution stark anstiegen.
Aufgrund der Nahrungsmittelknappheit fanden u. a. zahlreiche illegale Tierschlachtungen von Hunden, Katzen und Ziegen statt. Haarmann machte sich die allgemeine Lage während der Inflationszeit und vor allem die verzweifelte Situation von Jugendlichen zunutze und bot ihnen gegen sexuelle Gefälligkeiten für eine oder mehrere Nächte Unterschlupf an.
1918 entstand in den Gartenanlagen um das Café Kröpcke herum ein Markt männlicher Prostituierter, von denen etwa 500 in den polizeilichen Akten registriert waren. Haarmann bewohnte eine Wohnung in der Neuen Straße, die sich in der Calenberger Neustadt befand, in der es weitere Treffpunkte für Homosexuelle gab. Die Gassen der Altstadt auf der Leineinsel verkamen zu dieser Zeit mehr und mehr zu einem Verbrecherviertel der Unterschicht. In den einschlägigen Kneipen „Kreuzklappe“, „Kleeblatt“ oder „Deutscher Hermann“ entstand zwischen Prostituierten, Zuhältern, Dieben und Hehlern ein lebhafter Schwarzmarkt, und die Hemmschwelle, im Zuge von Eigentumsdelikten Menschen zu töten, war gering.
An der Neuen Straße befand sich das Wohnhaus des Herzogs Friedrich Wilhelm von Braunschweig, das später als Armenhaus diente. In der folgenden Epoche verkamen die dreihundertjährigen Häuser zu einem Gebiet der Unterschicht. Die Wohnungen lagen in holzkäfigartigen Verschlägen, die nur von dünnen Tapeten oder Bretterverschlägen voneinander abgetrennt waren. Haarmann wohnte seit dem 1. Juli 1921 in der Neuen Straße Nummer 8 als Untermieter der Frau Rehbock und gab an, dort außerdem ein Warenlager betreiben zu wollen. Das geschichtsträchtige Haus, das überwiegend von Arbeiterfamilien bewohnt wurde, lag zur Hinterseite hin direkt am Fluss Leine und besaß eine Durchfahrt zu einem dahinter liegenden, gemeinsamen Hof. Haarmanns Wohnung befand sich rechts des Hauseingangs an dieser Durchfahrt und die Klosetts in der rechten Ecke des Hofes. Die Leine war von Haarmanns Zimmer aus nicht erreichbar. Um die Knochen in dem Fluss zu entsorgen, musste er das Haus verlassen.
Haarmanns Zimmer diente während seiner Abwesenheit (er hatte den Raum untervermietet, während er eine Strafe verbüßen musste) häufig als eine Art Herberge oder „Absteige“ von Kleinkriminellen und es soll dort wiederholt zu Trinkgelagen und Messerstechereien gekommen sein. 1922 sperrte die Wirtin das Zimmer und verwies den Untermieter Hans Grans nach einer Streiterei des Hauses. Haarmann kehrte am 1. März 1922 aus dem Gefängnis zurück und fand eine leere Wohnung vor. Seine beiden Kompagnons Grans und Wittkowski hatten nahezu seinen kompletten Hausstand ausgeräumt und weiterverkauft.
Die Zustände in Haarmanns Wohnung werden nicht als düster, sondern als ausgesprochen gesellig und heiter beschrieben. In der sogenannten Butzenklappe, einem Wandschrank (1,90 m breit und 1,25 m hoch), bewahrte der Serienmörder nicht nur für eine gewisse Zeit Leichen auf, sondern auch zahlreiche Nahrungsmittel wie Süßigkeiten, Käse und Wurst, um die Jungen, die er am Hauptbahnhof aufgegabelt hatte, gefügig zu machen. Das Zimmer diente als Handels- und Tauschplatz für Hehlerware, Ort von Ess- und Trinkgelagen sowie für hetero- und homosexuellen Geschlechtsverkehr mit wechselnden Partnern. Haarmann verdiente sich dort ein Zubrot, indem er Fleisch zu Wurst und Sülze verarbeitete. Im Haus an der Neuen Straße befand sich der Friseursalon Fridolin Wegehenkel. Der Besitzer war mit Haarmann und Grans befreundet, sie feierten zusammen Familienfeste und er war ebenfalls maßgeblich an den Verkäufen der Kleidung der ermordeten Jungen beteiligt. Haarmann, der von den Jungen „Onkel Fritze“ genannt wurde und bei den Erwachsenen „Kriminal-Haarmann“ hieß, wurde in seinem Viertel als eine Art „besserer Herr“ und „Wohltäter für Obdachlose“ gehalten, der sich um die arbeits- und wohnungslosen jungen Leute vom Bahnhof kümmere.
Es lässt sich nicht mehr genau rekonstruieren, inwieweit seine Nachbarn von seinen Mordtaten profitierten oder indirekt sogar dabei mithalfen. Festzustellen bleibt jedoch, dass er meist in sehr beengten Wohnverhältnissen in alten, hellhörigen Häusern lebte, wodurch die Nachbarn zwangsläufig vieles wahrnahmen. Andererseits hatte aber seine Umgebung in der allgemeinen Notlage der Inflationszeit ein vitales Interesse daran, „nicht allzu genau hinzusehen“, woher die Kleidungsstücke stammten, die sie günstig von ihm kauften oder sogar geschenkt erhielten.
Bei seinem Verhör gab Haarmann anfänglich an, die Mordtaten wären von einem gewissen „Schlachterkarl“ begangen worden. Von diesem unbekannten Mann hätte er außerdem Pferdefleisch zur Hälfte des schwarzmarktüblichen Preises erhalten.
In der Nachbarschaft der Neuen Straße gab es nur wenige, denen das Treiben von „Kriminal-Haarmann“ ungewöhnlich vorkam. So wurden im Fenster der Wohnung öfter nackte Jungen gesehen. Auch gab es nachts häufig ungewöhnliche Hämmer-, Säge- und Klopfgeräusche. Es war bekannt, dass im Zimmer des Polizeispitzels ein Fleischwolf stand, mit dem Knochen gehackt und Fleisch verarbeitet wurden. Die Jungen, die Haarmanns Wohnung frequentierten, brachten häufig Geflügel, Kaninchen oder Hunde mit, die in der Wohnung geschlachtet wurden. Der Zigarrenhändler Christian Klobes, der einen Laden unweit von Haarmanns Wohnung betrieb, äußerte den Verdacht, dass zwar viele Jugendliche seine Wohnung betraten, aber nicht mehr herauskamen. Es ging das Gerücht um, Haarmann hätte die Jungen an die französische Fremdenlegion verkauft. Nachbarn beobachteten, wie Haarmann häufig mit Paketen und Säcken seine Wohnung verließ.
Die Mordtaten wären womöglich vorzeitig aufgedeckt worden, wenn Haarmann nicht am 9. Juni 1923 in eine etwa sieben Quadratmeter große Bodenkammer der Roten Reihe Nummer 2 verzogen wäre. Grans trennte sich in dieser Zeit von Haarmann und zog mit seinem Freund Wittkowski ebenfalls um. Das 250 Jahre alte Wohnhaus an der Roten Reihe, in dessen Parterre (Erdgeschoss) eine Schankwirtschaft eingerichtet war, befand sich in der Nähe einer Synagoge und einer Bäckerei. Man nimmt an, dass in seiner Mansardenwohnung, deren Boden blutdurchtränkt war, mindestens 20 Morde begangen wurden. Mieter beobachteten, wie Haarmann ungewöhnlich oft mit einem zugedeckten Eimer das Klosett, das im Hof des Hauses lag, aufsuchte.

## Ermittlungen

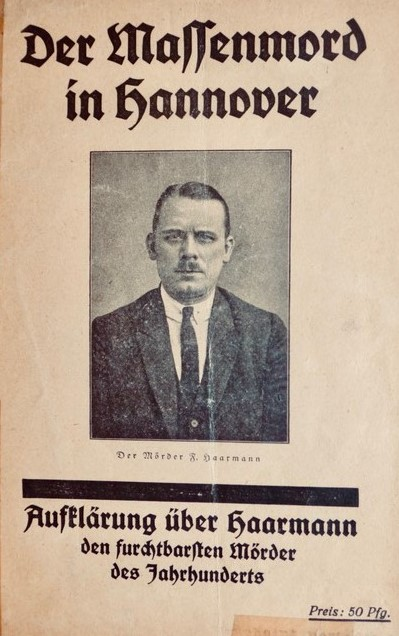
Fahndungsplakat (1924)

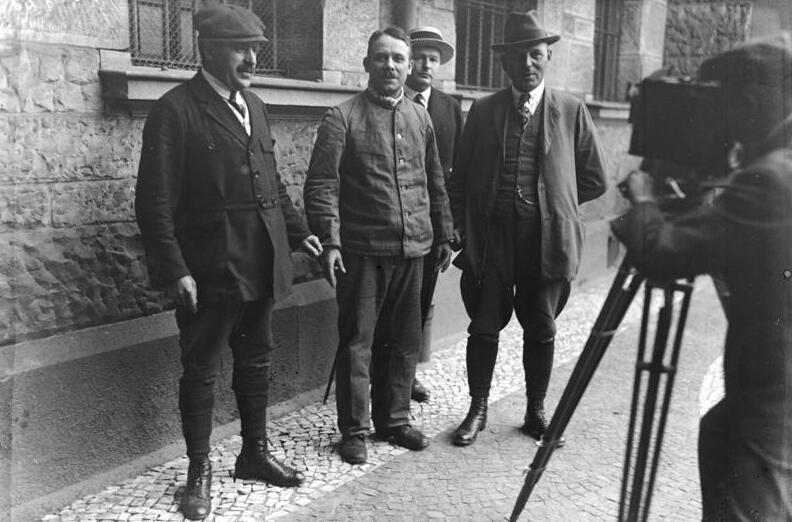
Fritz Haarmann (zweiter von links) wird von Kriminalbeamten in Handschellen gehalten und gefilmt (Juli 1924)

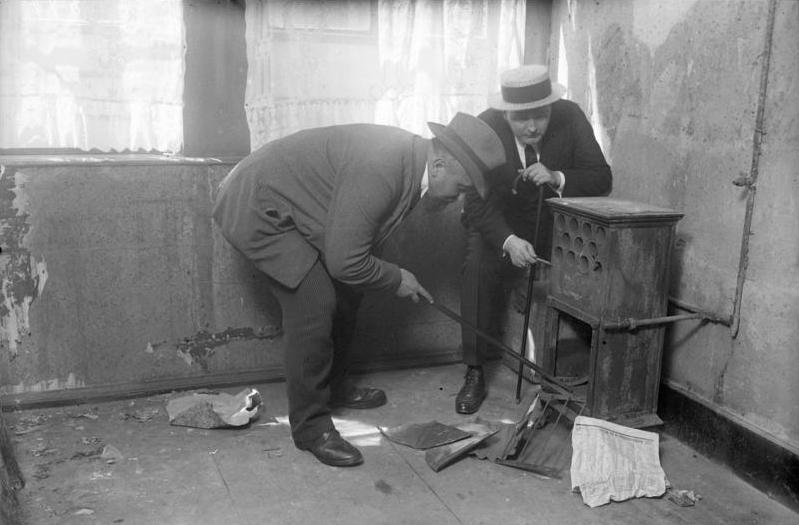
Der Gasofen in der Wohnung Haarmanns, in dem er teilweise Leichenstücke verbrannte (Juli 1924)

Zwischen Mai und Juni 1924 fanden Kinder fünf menschliche Schädel in der Leine zwischen dem Leineschloss in Hannover und Garbsen. Nach gerichtsmedizinischen Untersuchungen stammten sie von jungen Männern und wurden vermutlich mit einem Messer vom Körper abgetrennt. Beim Fund des vierten Schädels am 13. Juni 1924 kamen die Ermittlungen in Richtung eines Serienmörders ins Rollen. Die Mordkommission der hannoverschen Kriminalpolizei schloss ein Raubmotiv aus und vermutete einen homosexuellen Täter. Der Polizei waren in der Stadt etwa 30 Männer bekannt, die dafür infrage kamen, darunter Haarmann. Ein Kriminalbeamter erinnerte sich, dass Haarmann bereits 1918 im Verdacht gestanden hatte, zwei junge Männer getötet zu haben. Die Ermittlungen verliefen damals ergebnislos. Dadurch geriet Haarmann im Juni 1924 erneut ins Fadenkreuz der Ermittler. Vom 17. Juni 1924 an wurde Haarmann rund um die Uhr polizeilich observiert. Die Überwachung blieb jedoch ohne konkretes Ergebnis.
Am 22. Juni wurde Haarmann im Hauptbahnhof wegen Bedrohung eines Jugendlichen verhaftet. Zwischen beiden bestanden Beziehungen. Als die Polizei am 23. Juni seine Wohnung aufsuchte, fand sie Blutspuren und etliche, teilweise blutbefleckte Kleidungsstücke junger Männer. Daraufhin wurde Haarmann weiterhin in Haft gehalten. Er behauptete, das Blut stamme von eigenem Nasenbluten. Die Mordkommission führte bei dem zunächst nicht geständigen Haarmann tagelang Vernehmungen durch. Am 29. Juni gestand er nach körperlichen Misshandlungen (siehe unten) einige Tötungen, widerrief sie aber am folgenden Tag. Der Richter erließ trotzdem für eine weitere Woche Haftbefehl. Bei Vernehmungen am 1. Juli räumte er sieben Tötungen ein und bestätigte sie am 2. Juli vor dem Untersuchungsrichter.
Zu den ermittelnden Beamten gehörte u. a. der Kriminalkommissar Heinrich Rätz, der Haarmann wochenlang vernahm. Rätz ließ „nach Teilgeständnissen des Mörders sogar noch nachts nach Leichenteilen suchen“. Am 5. Juli 1924 senkte das Verkehrsamt in Hannover mit einem Wehr den Wasserstand der Leine. Im Flussbett wurden etwa 300 menschliche Knochenstücke geborgen, die mindestens 22 Personen zugeordnet werden konnten. Haarmann konnte sich nur an die Namen weniger Opfer erinnern. Um ihre Identität zu klären, stellte die Polizei Kleidungsstücke öffentlich aus, die bei Haarmann gefunden wurden oder die er verkauft hatte.
Aus dem gesamten Reichsgebiet kamen Angehörige vermisster Jugendlicher nach Hannover, um eventuelle Kleidungsstücke ihrer Kinder zu identifizieren. Auf diese Weise konnten einige Opfer identifiziert werden. Es stellte sich heraus, dass Hans Grans, mit dem Haarmann über mehrere Jahre eine sexuelle Beziehung führte, die komplette Garderobe eines Vermissten trug.

### Haarmanns Beziehung zur Polizei
Bei den Ermittlungen im Juni 1924 wurde der Mordkommission bekannt, dass Haarmann für das Diebstahlskommissariat schon länger als Spitzel tätig war. Er wirkte als Agent Provocateur bei der Überführung von Hehlern mit. Außerdem hatte Haarmann mit einem ehemaligen Kriminalbeamten die Detektei Lasso gegründet. Ein selbst ausgestellter Detektei-Ausweis verschaffte Haarmann amtlichen Charakter und Zutritt in den Wartesaal des Hauptbahnhofs; er war als Kriminal-Haarmann bekannt.

### Unerlaubte Vernehmungsmethoden
Bei den polizeilichen Vernehmungen wurden gegenüber Haarmann nicht erlaubte Methoden angewendet (Aussageerpressung). Um ein Geständnis zu erlangen, wurde Haarmann in einer präparierten Haftzelle angekettet. Unter der Decke waren von der Polizei in jeder Ecke der Zelle Bretter angebracht, auf denen Schädel platziert wurden. Ihre Augenhöhlen waren mit rotem Papier ausgekleidet. Die Schädel wurden dann von hinten beleuchtet. Außerhalb der Reichweite der Kette wurde ein Sack mit Gebeinen der Leichen aufgestellt. Die Polizisten sagten Haarmann, dass die Seelen der Verstorbenen ihn jetzt holen würden, wenn er nicht geständig werde, und Haarmann gab nach seinem Geständnis selbst zu, dass diese Behandlung ihn zermürbt und zum Geständnis gebracht habe. Diese Tatsache wurde jedoch erst 1961 bekannt, als der mit den Ermittlungen beauftragte Kriminalbeamte seine Erinnerungen aufgeschrieben hatte, die allerdings erst Jahrzehnte später veröffentlicht wurden. Außerdem berichtete der damalige Ermittlungsbeamte, dass Haarmann in einem Polizeiverhör von anderen, fallunkundigen Kriminalbeamten aus der Zelle geholt und geschlagen worden sei – die beiden hatten Haarmann früher gelegentlich als Informanten benutzt und wollten nun unbedingt diejenigen sein, die ein Geständnis erreichten.

## Tötungsweise und Beseitigung der Leichen
Haarmann litt vermutlich unter seiner fatalen Neigung, dass er während des Sexualverkehrs in einem unkontrollierten Rausch die Beherrschung verlieren konnte und sich dann am Adamsapfel seines Partners festbiss. Die Jugendlichen, die er am Café Kröpcke oder am Bahnhof kennenlernte und später mitnahm, waren teilweise körperlich geschwächt, so dass sie sich kaum wehren konnten. Der Exitus trat durch Durchbeißen des Adamsapfels und durch gleichzeitiges Würgen und Drosseln ein. Anatomen stellten dies später in Versuchen nach und sagten aus, dass sich durch Biss und Druck auf die Nervenenden des Kehlkopfes durchaus eine Atem- und Herzlähmung einstellen könne.
Nach dem anstrengenden Akt der Tötung sei Haarmann häufig neben der Leiche zusammengebrochen und für eine Weile eingeschlafen. Dann habe er sich einen starken Kaffee gemacht und damit begonnen, die Leiche zu zerstückeln. Das Gesicht bedeckte er mit einem Tuch. Dann öffnete er nach eigenen Schilderungen während der Vernehmung die Bauchhöhle und holte die Eingeweide heraus. Letztere tat er in einen Eimer und tunkte das sich in der Bauchhöhle ansammelnde Blut mit einem Tuch auf. Danach öffnete er mit mehreren Schnitten die Rippen des Brustkorbs und entfernte anschließend Herz, Lunge und Nieren. Außerdem trennte er mit einem Schlachterbeil Arme und Beine vom Torso ab. Ebenso wurde das Fleisch von den Knochen gelöst. Die Darmschlingen wurden in kleine Stücke zerteilt und durch das Klosett hinuntergespült. Mit einem Küchenmesser wurde die Kopfhaut skalpiert und in kleine Streifen und Würfel geschnitten. Der Schädelknochen wurde mit Lumpen abgedeckt, um die Klopfgeräusche abzuschwächen, die sich in der hellhörigen Wohnung beim Zertrümmern des Schädels einstellten. Der Rest des Körpers landete hauptsächlich in der Leine, in der Eilenriede oder an anderen Orten.
Haarmann berichtete, dass sein Sexualtrieb stets stärker gewesen sei als der Ekel bei der Zerlegung und Beseitigung der Leiche. Mit seiner Aussage: „Hätte Grans mich geliebt, so hätte er mich auch retten können. Ach glauben Sie, ich bin gesund. Ich habe nur zuweilen meine Tour. Es ist kein Vergnügen, einen Menschen zu töten. Ich will geköpft werden. Das ist ein Augenblick, dann habe ich Ruh.“ nahm er später Stellung zu dem Motiv, das ihn zu den Mordtaten getrieben hatte. Nach seinem Selbstverständnis war er unschuldig. Die „Pupenjungs“ hätten ihn dazu getrieben, ihn gegen seinen Willen sexuell erregt, dabei bei ihm diesen unkontrollierbaren Rausch mit allen Folgen ausgelöst und damit ihr Schicksal selbst besiegelt.

## Prozess

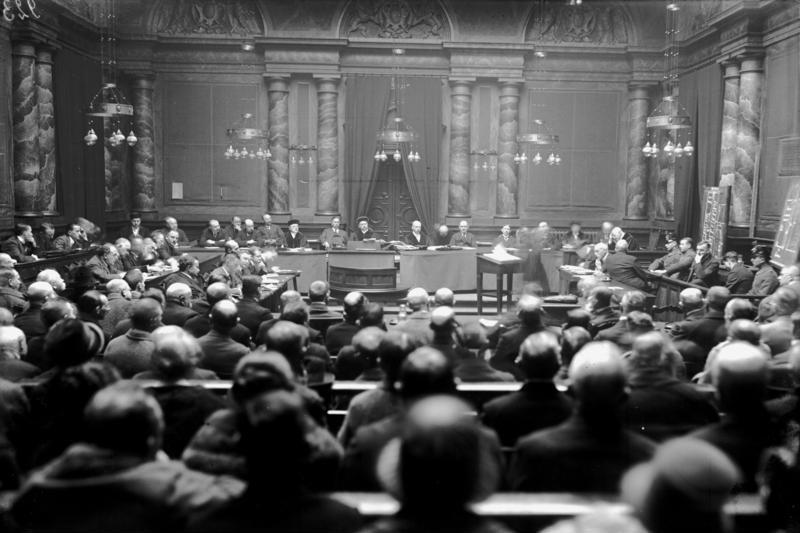
Urteilsverkündung im Gerichtssaal

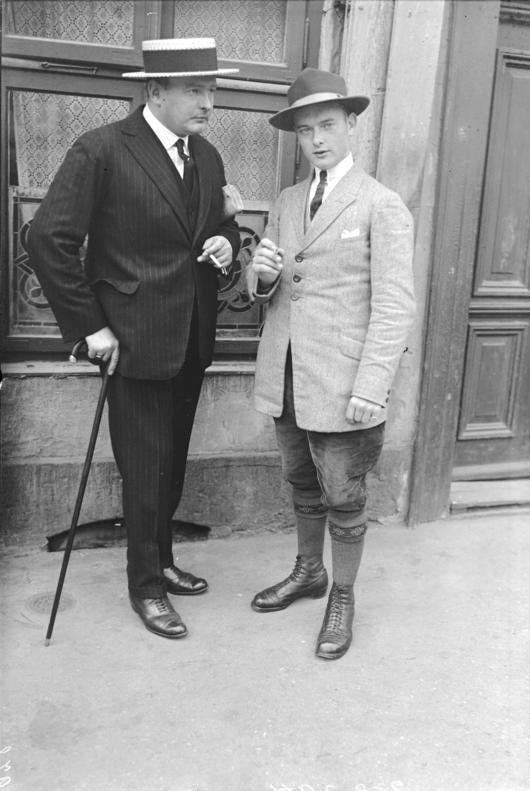
Theodor Hartmann (rechts), Zimmernachbar und Zeuge im Prozess gegen Haarmann

Der Gerichtsprozess dauerte vom 4. bis 19. Dezember 1924, verhandelt wurde dicht hintereinander an 14 Tagen. Haarmann wurde des Mordes an 27 Menschen in den Jahren 1918 bis 1924 angeklagt. Davon gab er neun Taten zu, weitere zwölf Tötungen hielt er für möglich. Sechs Taten bestritt er, von denen ihm aber fünf nachgewiesen werden konnten. Die Zahl der vermissten Jungen, die mit Haarmann in Verbindung gebracht werden konnten, belief sich auf 27, alle im Alter zwischen zehn und 22 Jahren. In der Öffentlichkeit wurde spekuliert, dass die Zahl seiner Opfer in Wirklichkeit noch viel höher gewesen sein könnte; durch die wirtschaftlich und politisch chaotischen Zeitumstände hatten viele Jugendliche den gesellschaftlichen Halt verloren, strandeten im Bahnhofsmilieu und wurden (oft erst mit größerer Verspätung) von ihren Angehörigen als vermisst gemeldet.
Der psychiatrische Gutachter Ernst Schultze erklärte Haarmann nach sechswöchiger Untersuchungszeit in Göttingen für voll zurechnungsfähig und lehnte eine Schuldunfähigkeit ab. Neueren Untersuchungen zufolge erscheint das Gutachten von Schultze fragwürdig, da er keine neutrale Haltung eingenommen habe. Er unterzog die Taten einer moralischen oder religiösen Wertung und beschäftigte sich nicht mit Haarmanns Kindheit und Jugend.
Nach eigenen Angaben hatte Haarmann seine Opfer (die er „Pupenjungs“ nannte, eine damals gängige Bezeichnung für männliche Prostituierte) durch einen Biss in den Hals getötet und sie anschließend zerstückelt.
Der Prozess, den Vertreter der internationalen Presse beobachteten, erregte sehr starkes Aufsehen in der Öffentlichkeit, auch wegen der Rolle der Polizei, die Fritz Haarmann als Spitzel engagiert hatte und jeglichen Verdacht, der gegen ihn geäußert wurde, unter den Tisch fallen ließ. So wurden Vermisstenanzeigen erst mit starken Verzögerungen bearbeitet. 1918 wurde Haarmann nach seinem ersten Mord beinahe gefasst. Die Polizei durchsuchte Haarmanns Wohnung in der Celler Straße nach einem vermissten Jungen. Da keine Person zu finden war, wurde die Durchsuchung abgebrochen. Haarmann erzählte später in einem Verhör, dass sich der Kopf des gesuchten Jungen in einem Koffer in der Wohnung befunden habe. Die Angehörigen der Opfer traten im Prozess teilweise sehr emotional auf und warfen der Polizei Versagen und Mitschuld am Tode weiterer Opfer vor. Der Journalist Theodor Lessing machte in seiner kritischen Berichterstattung die dubiose Rolle der hannoverschen Polizei öffentlich und wurde daraufhin vom Prozess ausgeschlossen. Für Aufregung in der Öffentlichkeit sorgten auch Details der Tötungen, die bei den Verhandlungen bekannt wurden. Haarmann hatte die Leichen zerstückelt und in die Leine geworfen.
Da Haarmann mit Fleischkonserven handelte, wurde spekuliert, dass er die Leichen zu Wurst verarbeitet hätte. Haarmann bestritt dies stets, konnte aber auch keine nachprüfbare Quelle für das von ihm verkaufte Fleisch angeben. Ein gewisser Schlachterkarl, den er als Fleischlieferanten benannte, konnte nie ermittelt werden. Bekannt ist aber, dass seine Nachbarin ein Restaurant besaß und von ihm Fleisch kaufte, auch handelte Haarmann mit so ziemlich allem, was an Kleidung und persönlichen Gegenständen von seinen Opfern geblieben war.
Das Urteil wurde, wie alle Todesurteile, vom Justizminister auf eine Begnadigung zu lebenslanger Haft geprüft. Wie der Celler Generalstaatsanwalt sich äußerte, erfolgte in dem Fall wegen der hohen Zahl der Opfer und ihres jugendlichen Alters keine Milderung.

### Mittäterprozess von Hans Grans
Haarmann belastete in den ersten Verhören Hans Grans (1901–1975) als Mittäter schwer. Beide unterhielten eine anhaltende homosexuelle Liebesbeziehung, und Grans zog im Oktober 1919 in Haarmanns Wohnung ein. Grans, der Haarmann Jungen zugeführt haben soll, wurde gemeinsam mit Haarmann am 19. Dezember 1924 wegen Anstiftung zum Mord zum Tode verurteilt. Ein entlastender Brief Haarmanns sorgte für eine Wiederaufnahme des Verfahrens. In dem Prozess im Januar 1926 wurde Grans wegen Beihilfe zum Mord zu zwölf Jahren Zuchthaus ohne Anrechnung der Untersuchungshaft verurteilt. Das Gericht war davon überzeugt, dass Grans von Haarmanns Morden wusste. Haarmann hatte ausgesagt, dass Grans nicht nur von den Morden wusste, sondern ihn auch gezielt auf bestimmte Jungen aufmerksam gemacht habe, um an deren Kleidung oder Besitztümer zu kommen. Allerdings hatte Haarmann nach seiner eigenen Verurteilung einen Brief an Grans’ Vater geschrieben, in dem er Grans wieder entlastete – dieser habe von den Morden nichts gewusst.
Grans kam ins Zuchthaus Celle und wurde 1937 ins KZ Sachsenhausen verlegt. Dort war er bis zur Befreiung des KZ im April 1945 inhaftiert, obwohl er seine zwölfjährige Zuchthausstrafe bereits 1938 abgesessen hatte. 1946 kehrte er nach Hannover zurück. Er heiratete und lebte mit seiner Frau in Wathlingen. 1955 zog das Ehepaar nach Hannover-Ricklingen, wo es bis 1975 lebte.
Nicht geklärt wurde die Frage, ob es vielleicht weitere Mitwisser der Taten gegeben hatte. Presseberichte, die den als sozial schwach bezeichneten Nachbarn Haarmanns eine Mitwisserschaft oder gar Mitschuld unterstellten, wurden von Bewohnern der Altstadt empört zurückgewiesen. Durch die engen Wohnverhältnisse und hellhörigen Gebäude in den von Haarmann bewohnten Vierteln hatten aber mehrere Nachbarn das Klopfen beim Zerkleinern der Leichen gehört oder gesehen, dass Haarmann Eimer mit blutigem Inhalt wegbrachte. Auch die häufigen Besuche junger Männer bei ihm blieben nicht unbemerkt. Andererseits gelang es Haarmann teilweise, Zeugen mit plausiblen Erklärungen zu beruhigen.

## Hinrichtung, Verbleib und Bestattung des Kopfes
Nachdem Haarmann am 19. Dezember 1924 zum Tode verurteilt worden war, nahm der preußische Scharfrichter Carl Gröpler aus Magdeburg die Hinrichtung durch Enthaupten mit dem Fallbeil am frühen Morgen des 15. April 1925 unbemerkt von der Öffentlichkeit im Hof des Gerichtsgefängnisses in Hannover vor. Anschließend stellte der Ministerialrat im preußischen Justizministerium Hartung Haarmanns Kopf dem Kraepelinschen Hirnforschungsinstitut in München zur Verfügung. Untersuchungen des Gehirns ergaben, dass Haarmann eine Hirnhautentzündung durchgemacht haben muss, was zu Hirn- und Wesensveränderungen führen kann.
Der Kopf wurde später im Institut für Rechtsmedizin der medizinischen Fakultät der Georg-August-Universität Göttingen als Präparat aufbewahrt. Dort gab es Überlegungen, ihn als Teil einer öffentlichen Ausstellung der Rechtsmedizin Göttingen zu zeigen. Der Plan wurde 2014 verworfen, weil die Rechtsmedizin der Linie treu bleiben wollte, keine voyeuristischen Ambitionen zu unterstützen. Der Kopf wurde daraufhin eingeäschert und im März 2014 anonym bestattet.
Vier Hirnschnittpräparate von Haarmann befinden sich noch in München. Sie waren zwischenzeitlich dort nicht auffindbar und wurden 2016 wiederentdeckt.

## Opfer

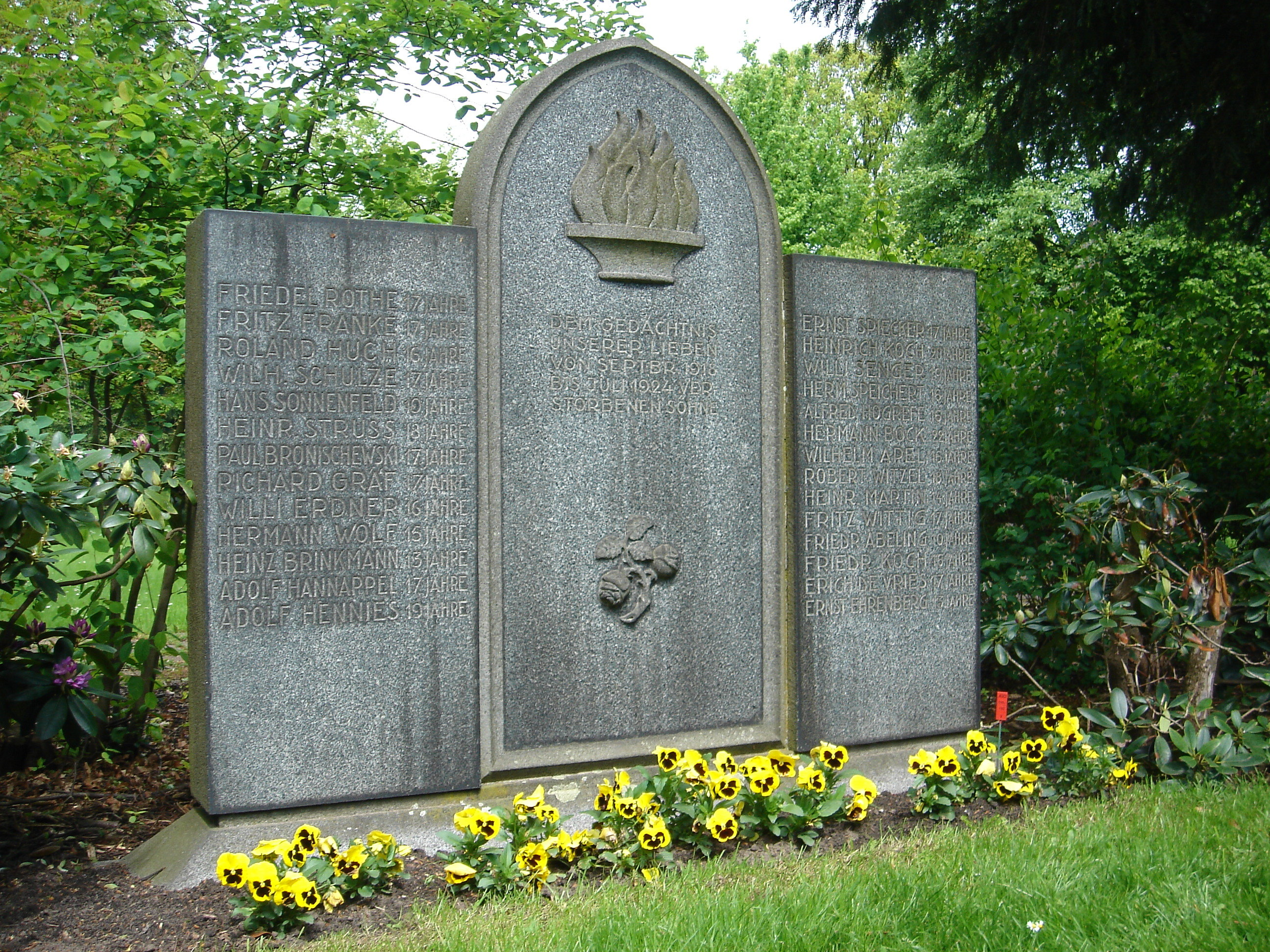
Grabstätte der Opfer

In der Anklageschrift wurde Fritz Haarmann zur Last gelegt, in der Zeit von 1918 bis 1924 folgende Personen vorsätzlich und mit Überlegung getötet zu haben:
- September 1918: Friedel Rothe (Schüler)
- Februar 1923: Fritz Franke (Lehrling)
- März 1923: Wilhelm Schulze (Lehrling)
- Mai 1923: Roland Huch (Schüler)
- Mai 1923: Hans Sonnenfeld (Arbeiter)
- Juni 1923: Ernst Ehrenberg (Schüler)
- August 1923: Heinrich Struß (Bürogehilfe)
- September 1923: Paul Bronischewski (Lehrling)
- Oktober 1923: Richard Gräf (Arbeiter)
- Oktober 1923: Wilhelm Erdner (Lehrling)
- Oktober 1923: Hermann Wolf (Arbeiter)
- Oktober 1923: Heinz Brinkmann (Schüler)
- November 1923: Adolf Hannappel (Zimmermann)
- Dezember 1923: Adolf Hennies (Arbeiter)
- Januar 1924: Ernst Spicker (Schlosser)
- Januar 1924: Heinrich Koch (Arbeiter)
- Februar 1924: Willi Senger (Arbeiter)
- Februar 1924: Hermann Speichert (Lehrling)
- April 1924: Alfred Hogrefe (Lehrling)
- April 1924: Hermann Bock (Arbeiter)
- April 1924: Wilhelm Apel (Lehrling)
- April 1924: Robert Witzel (Lehrling)
- Mai 1924: Heinz Martin (Lehrling)
- Mai 1924: Fritz Wittig (Reisender)
- Mai 1924: Friedrich Abeling (Schüler)
- Juni 1924: Friedrich Koch (Lehrling)
- Juni 1924: Erich de Vries (Bäckergeselle)

Haarmann hielt sich in seiner Wohnung einen „Meschores“ (Diener bzw. Faktotum), der ihm den Haushalt führte. Hugo Wittkowski, ein Freund von Grans, spielte eine weitere Rolle bei den Taten. Es wurde gemutmaßt, dass die Gruppe in der Wartehalle des Bahnhofs ein System mit versteckten Signalen und Zinken entwickelt hatte, um potentielle Opfer auszuspähen. Teilweise wurden die Jungen dann von Grans oder Wittkowski angesprochen. Ihnen wurde eine Unterkunft für die nächsten Tage versprochen und sie wurden mit Haarmann bekannt gemacht. Die beiden, denen die Neigungen Haarmanns nicht unbekannt waren, hätten das Opfer dann Haarmann zum „[E]rdrosseln“ übergeben. Obwohl eine direkte Mittäter- bzw. Mitwisserschaft ebenso wenig wie Anstiftung oder Beihilfe nachgewiesen werden konnten, wurde jedoch eindeutig nachgewiesen, dass in erster Linie Grans, aber auch Wittkowski vom Erlös der Kleidung der ermordeten Jungen profitierten.
Der erste Mord geschah noch während der Kriegszeit im September 1918, als in deutschen Städten Nahrungsmittelmangel herrschte. Der verschwundene 17-jährige Friedel Rothe soll Zeugenaussagen zufolge in einem Café einen „feinen Herren“, einen „Kriminalbeamten“, kennengelernt haben. Die Beschreibung passte auf Fritz Haarmann, dem man jedoch nichts nachweisen konnte. Später sagte er während einer Vernehmung aus, dass er den Kopf des Jungen in „Zeitungspapier hinter dem Ofen“ versteckt hatte, als die Polizei seine Wohnung durchsuchte. Für die folgenden Jahre ließen sich keine Taten Haarmanns nachweisen. Vermutet wurde, dass er aufgrund seiner Wohnverhältnisse keine jungen Männer mit nach Hause nehmen konnte, zudem verbüßte er während dieser Zeit eine Strafe.
Die Mordserie setzte nach fünf Jahren Unterbrechung im Jahr 1923 ein. Die Taten fanden in Haarmanns Wohnung in der dicht bevölkerten Neuen Straße Nr. 8 statt. Sein Zimmer diente häufig Strichjungen, Prostituierten, Obdachlosen, Arbeitslosen und Kriminellen aus dem Bahnhofsviertel als vorübergehender Unterschlupf. Während der Mordtaten war er allein mit seinen Opfern, verhängte die Fenster zur Straße und verstopfte das Schlüsselloch. In der Neuen Straße konnte er Leichenteile der ermordeten Jungen in einer sogenannten Butzenklappe (einem Wandschrank) verstecken und sie kleingeschnitten durch das Gemeinschaftsklosett hinunterspülen.
1923 tötete Haarmann den siebzehnjährigen Berliner Fritz Franke, den er im Hauptbahnhof aufgegriffen und dem er eine Unterkunft angeboten hatte. Die beiden Prostituierten Elli Schulz und „Dörchen“ Mrutzek entdeckten in Haarmanns Wohnung die Kleidung des verschwundenen Berliners und in der Butzenklappe eine blutige Schürze und einen Eimer mit Fleischstücken. Sie brachten die Fundstücke zur Polizei, worauf das Fleisch optisch als Schweineschwarte erklärt wurde. Eine mikroskopische Untersuchung wurde nicht vorgenommen. Laut Zeugenaussagen war Franke nach Hamburg weitergefahren. Es folgte eine Tötungsserie an Wilhelm Schulze, Roland Huch, Hans Sonnenfeld und weiteren Jugendlichen. Die Kleidung der Getöteten wurde häufig auf dem Schwarzmarkt weiterverkauft, so dass dadurch wichtige Spuren verloren gingen.
Im Mordfall Hannappel wurde beobachtet, wie Haarmann und Grans gemeinsam mit dem arbeitssuchenden Zimmermann Adolf Hannappel zum Café Kröpcke gingen. Zeugen beobachteten, wie Grans Haarmann auf Hannappel aufmerksam machte und im Folgenden sogar seine Tötung befahl, angeblich nur weil Grans die Breecheshose und die Reisekiste des Opfers in seinen Besitz bringen wollte.
Auch im Fall Wittig behauptete Haarmann später während des Polizeiverhörs, auf Befehl bzw. unter Einfluss von Hans Grans gehandelt zu haben. Auch hier hätten die beiden sogar eine schriftliche Abmachung getroffen, was mit den Kleidern des Ermordeten zu geschehen habe. „Gebe hiermit Herrn Hans Grans einen grauen Anzug in Kommission; selbiger muss bis Montag Abend, den 26. Mai, wieder in meinen Händen sein, widrigenfalls 40 Goldmark bis zum 26. Mai 1924 zu zahlen sind. Hannover, den 26. Mai.“
Wittig wurde offensichtlich in der Nacht des 26. Mai 1924 in Haarmanns Wohnung in der Roten Reihe Nr. 2 ermordet und Grans erschien pünktlich am 27. Mai, um die Kleidungsstücke abzuholen. Haarmann sei gerade mit dem Zerstückeln der Leiche beschäftigt gewesen, als Grans die Wohnung betrat und sich über den schlechten Geruch gewundert habe. Ohne weiter nach dem Verbleib des Opfers zu fragen, habe sich Grans sogleich der Kleidungsstücke bemächtigt, um diese gewinnbringend weiterzuveräußern.
Erich de Vries wurde das letzte Opfer der Haarmannschen Mordserie. Der arbeitssuchende Bäckergeselle verschwand am 14. Juni 1924 in Hannover. Nach Aussagen seiner Schwester badete ihr Bruder in der Ohe, während ein Mann, dessen Beschreibung auf Fritz Haarmann passte, auf seine Sachen aufgepasst habe. Die Leichenteile von de Vries wurden später im Schlossgarten gefunden.
Die sterblichen Überreste der Opfer des Serienmörders wurden im Februar 1925 in einem Ehrengrab auf dem Stadtfriedhof in Hannover-Stöcken bestattet (Abteilung 49 D, Nr. 189/192). Nach mehrjährigem Kampf der Eltern der getöteten Jungen mit der hannoverschen Stadtverwaltung um den Wortlaut der Grabinschrift wurde im April 1928 ein Grabmal aufgestellt. Ein großer Granitstein in der Form eines Flügelaltars trägt in der Mitte zwischen dem Relief einer Flammenschale und einer geknickten Rose die Inschrift „DEM GEDÄCHTNIS / UNSERER LIEBEN / VON SEPTBR 1918 / BIS JULI 1924 VER- / STORBENEN SÖHNE“. Das Wort „ermordet“ wurde von der Friedhofsverwaltung nicht zugelassen.
In der zeitgenössischen Presse wurde darüber spekuliert, dass es möglicherweise noch weitere Opfer Haarmanns gegeben haben könnte, etwa in der Zeit zwischen 1918 und 1923, für die keine Taten nachgewiesen sind. So ist beispielsweise überliefert, dass der 17-jährige Heinrich Teuteberg aus Wibbecke bzw. Offensen im Mai 1918 in Hannover spurlos verschwand und seine Mutter zwar später bei der Kriminalpolizei Sachen ihres Sohnes als dessen Eigentum identifizierte, aber eine Ermordung nicht nachgewiesen werden konnte. Auch wenn teilweise phantastische Opferzahlen die Runde machten, so erscheint es dennoch denkbar, dass Haarmann weitere junge Männer ermordet haben könnte: Viele seiner Opfer waren gewissermaßen in Hannover gestrandet und führten ein prekäres Leben ohne engen Kontakt zu ihren Angehörigen; die wirtschaftlichen und sozialen Probleme der Jahre nach dem Ersten Weltkrieg trugen dazu bei, dass Verschwundene nicht vermisst oder zumindest nicht aktiv gesucht wurden.

## Verarbeitung in der Kunst
Der Kriminalfall Haarmann diente als Vorlage für Bücher, Verfilmungen, Theaterstücke, Kunstwerke und Lieder.
- Der Philosoph Theodor Lessing hatte den Prozess beobachtet und den Fall im Buch Haarmann – Die Geschichte eines Werwolfs veröffentlicht. Hierbei ging Lessing auf die besondere Rolle der Polizei im Fall Haarmann ein; sein Buch gilt als seriöses zeitgenössisches Werk.
- Während der Ermittlungen wurde ein psychologisches Gutachten angefertigt, das als Die Haarmann-Protokolle veröffentlicht wurde.
- Der deutsche Film M von 1931 basiert zum Teil auf dem Fall Haarmann. Er wird zusammen mit Carl Großmann auch explizit genannt.
- 1960 erschien im Deutschen Fernsehfunk das Fernsehpitaval: Der Fall Haarmann von Wolfgang Luderer.
- Der Wiener Bildhauer Alfred Hrdlicka schuf 1965 Radierungen als Haarmann-Zyklus.
- Der deutsche Spielfilm Die Zärtlichkeit der Wölfe, gedreht 1973 unter der Regie von Ulli Lommel (Produktion: Rainer Werner Fassbinder), zeigt Kurt Raab als Serienmörder Haarmann. Er erzählt die Geschichte des Jungenmörders Fritz Haarmann. Die Geschichte wird jedoch von den 1920er Jahren in die Nachkriegszeit und von Hannover ins Ruhrgebiet verlegt. Der Film ist mehr offen als realistisch dargestellt, wenn auch viele Parallelen zu den Taten Haarmanns erkennbar sind.

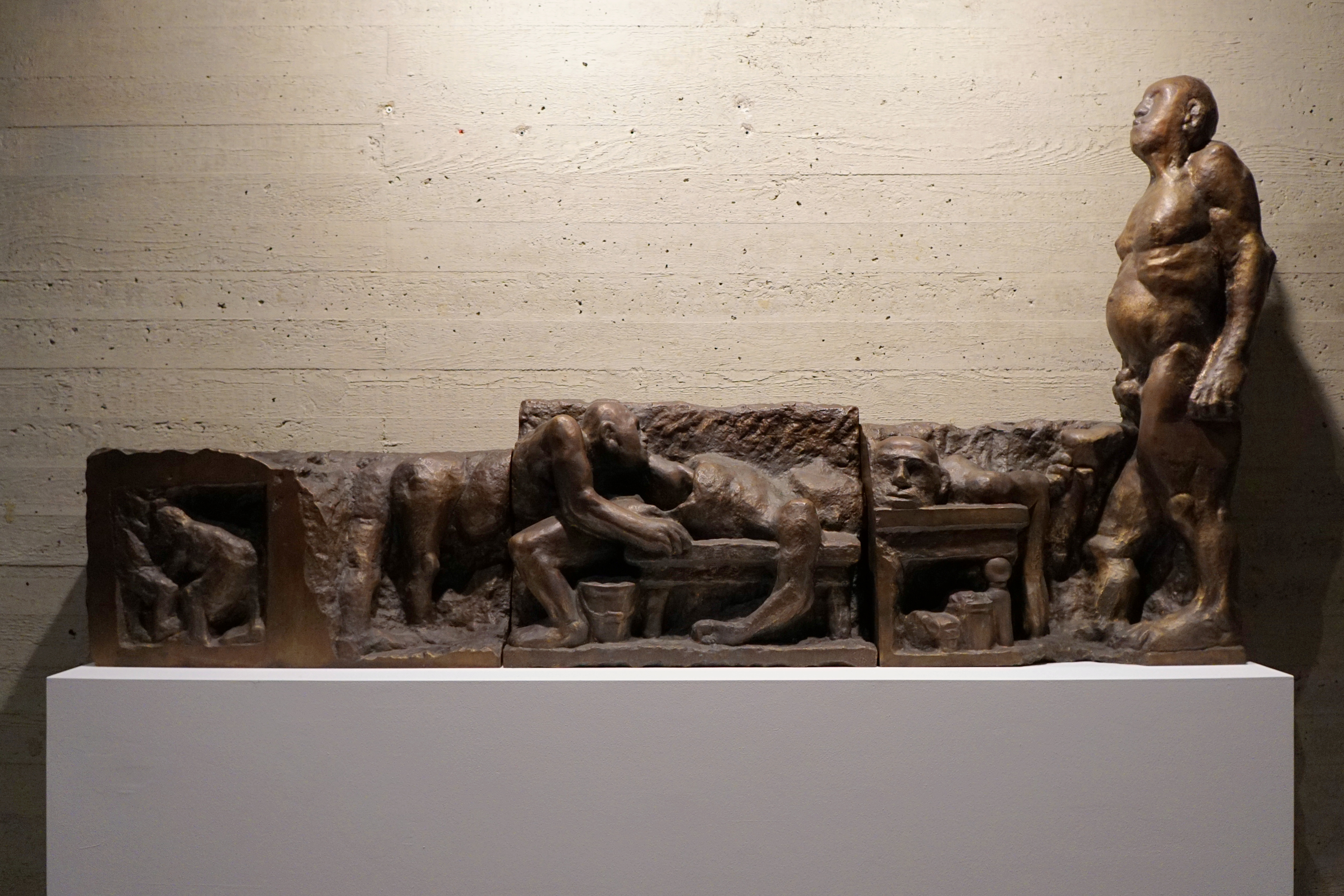
Haarmann-Fries von Alfred Hrdlicka im Sprengel-Museum

- Der Bildhauer Alfred Hrdlicka schuf 1992 einen Bronze-Stein  als Haarmann-Fries. Der Ankauf des Werks durch das Land Niedersachsen und die Stadt Hannover zum Preis von 100.000 D-Mark führte zu Protesten unter dem Motto Steuergelder für Massenmörder-Denkmal, die eine bundesweite Medienkampagne verursachten. Das Kunstwerk wurde nicht in die Ausstellung des Sprengel-Museums integriert, sondern magaziniert. Erst fast 25 Jahre später wurde es wieder öffentlich gezeigt.[21]
- Die Befragung Haarmanns durch den Psychiatrieprofessor Ernst Schultze wurde 1995 von Romuald Karmakar mit Götz George (Haarmann) und Jürgen Hentsch (Schultze) in den Hauptrollen unter dem Titel Der Totmacher verfilmt und als Buch veröffentlicht. Die Dialoge für die Darsteller lehnen sich eng an die originalen Verhörprotokolle aus dem Jahr 1924 an.
- 1997 spielte die Hamburger Neue-Deutsche-Härte-Band Richthofen im Song Ich mach dich tot auf dem Album Seelenwalzer auf die Taten Haarmanns an.[22]
- Im Lied Kopf Stein Pflaster rappte 1998 die Ruhrpott AG die Zeilen:  Klar, dass Erkenntnis hart sein kann, wie das Haarmanngeständnis.  Wird Dir vielleicht zum Verhängnis. "Jetzt bring ihn nicht in Bedrängnis"
- 1999 bereits als Hörspiel aufgeführt, erschien 2001 das Theaterstück Haarmann von Marius von Mayenburg.[23] 2002 wurde es im Verlag der Autoren veröffentlicht, zusammen in einem Band mit Das kalte Kind, das ein ähnlich düsteres Thema behandelt. Auf dem Buchrücken wird das Buch mit dem Satz vorgestellt „Und mir hat man versichert, meine Angst vor Menschen sei ohne Grund“.
- Das Doku-Drama Puppenjungs – Der Fall Haarmann von 2009 unter der Regie von Nils Loof befasst sich mit dem gesamten Fall und seinen Auswirkungen bis heute.
- 2010 kam im Carlsen Verlag eine Graphic Novel von Peer Meter mit dem Titel Haarmann heraus. Dieses Buch widmet sich der Geschichte des Serienmörders durch düster-beklemmende Zeichnungen, die Isabel Kreitz zeichnete.[24]
- Die Befragung Haarmanns durch den Psychiatrieprofessor Ernst Schultze wurde von der No-Budget-Theaterproduktion zu einem Zwei-Personen-Stück verarbeitet. Die beiden Schauspieler Claus-Peter Rathjen und Viola Neumann – als Haarmann – nehmen die Originaltexte aus dem Archiv des Niedersächsischen Landeskriminalkrankenhauses Göttingen auf.
- 2011 kam das Hörspiel Murder Documents 01 – Haarmann bei Hoerspielprojekt.de heraus. Es befasst sich mit dem gesamten Fall und ist teilweise sehr düster und schonungslos in Szene gesetzt. So versucht es, Einblicke in Haarmanns geistig verwirrten Zustand zu geben, und macht auch vor der Zerstückelung der Opfer durch Haarmann nicht Halt.[25]
- Das Musiklabel Beton Kopf Media (BKM), gegründet von Rudolf Ratzinger vom Elektro-Musikprojekt :Wumpscut:, verwendet ein Foto Haarmanns als Erkennungsbild. Das Lied Our fatal Longing von Wumpscut spielt auf Haarmann an.
- Auf dem Album MitGift – Mördergeschichten der Band Subway To Sally befasst sich die Band thematisch mit den Taten Haarmanns im Song Warte Warte.[26]
- 2016 hatte das Musical Amerikanisches Detektivbüro Lasso von Nis-Momme Stockmann und Les Trucs Uraufführung am Schauspielhaus Hannover; Regie: Lars-Ole Walburg. In dem Stück geht es um ein entstehendes Musical über Haarmann und die Frage nach den moralischen Dimensionen einer musikalischen Verarbeitung von Haarmanns Taten. Der Titel spielt an auf die Visitenkarten, mit denen Haarmann seine späteren Opfer beeindrucken wollte.[27]
- 2018 veröffentlichte die Dark-Metal-Band Eisregen die Songs Onkel Fritze und Menschenmetzger Fritz auf der EP Satan Liebt Dich,[28] zudem entstand zusammen mit Transilvanian Beat Club (als Transilvanian Beef Club) ein Video zum Song Menschenmetzger Fritz, das am 28. Mai 2018 über den Kanal des Labels Massacre Records auf YouTube veröffentlicht wurde.[29]
- Auch 2018 veröffentlichte die Industrial-Band Ost+Front aus Berlin auf ihrem vierten Album Adrenalin das Lied Puppenjunge, das sich thematisch und abgründig mit den Haarmann-Morden beschäftigt. Am 13. November 2019 wurde ein Lyric-Video auf YouTube veröffentlicht.
- 2023 veröffentlichte die japanische Doom-Metal-Band Church of Misery in ihrem Album Born Under A Mad Sign den Song Most Evil (Fritz Haarmann).

### Haarmann-Lied
Berühmt ist das Haarmann-Lied, dessen Strophen zur Melodie des damals populären Operettenliedes Warte, warte nur ein Weilchen, bald kommt auch das Glück zu dir von Walter Kollo gesungen wurde und in verschiedenen Versionen existiert, etwa in folgender Weise:
(1. und 3. Strophe)

Warte, warte nur ein Weilchen,

bald kommt Haarmann auch zu dir,

mit dem kleinen Hackebeilchen,

macht er Schabefleisch aus dir.

Aus den Augen macht er Sülze,

aus dem Hintern macht er Speck,

aus den Därmen macht er Würste

und den Rest, den schmeißt er weg.

(2. Strophe)

In Hannover an der Leine,

Rote Reihe Nummer 8,

wohnt der Massenmörder Haarmann,

der schon manchen umgebracht.

Haarmann hat auch ein’ Gehilfen,

Grans hieß dieser junge Mann.

Dieser lockte mit Behagen

alle kleinen Jungen an.

(Zurück zur ersten Strophe; danach Schluss.)
Haarmann wohnte allerdings zuletzt im Dachgeschoss in der Roten Reihe 2, nicht in der Hausnummer 8, wie im Liedtext aus Gründen des Reims auf das nachfolgende „umgebracht“ behauptet wird.
1961 stand der Jazzmusiker Hawe Schneider mit seiner Dixieland-Version des Liedes vier Wochen lang in den Top 10 der Musikmarkt-Hitparade, dem Vorläufer der heutigen Singlecharts. Das Lied wurde außerdem von verschiedenen Bands und Musikprojekten vertont oder zitiert.
Eine Variante der ersten Strophe des Liedes fand auch in Fritz Langs Film M von 1931 als Abzählreim Verwendung.

### Andere Haarmann-Rezeptionen
- 1981: Auf einer städtischen Veranstaltung in Hannover verkaufte eine „Haarmann-Bude“ Hackfleisch als „Gehacktes vom Jüngling“. Ein Neffe des von Haarmann ermordeten Adolf Hannappel informierte die Polizei, die aus Pietätsgründen den Abbau des Standes anordnete.[31]
- 2000: Zur Expo 2000 war eine Haarmann-Meile geplant, auf der sich Künstler mit dem Thema auseinandersetzen sollten. Insbesondere war eine Haarmann-Kantine mit dem Angebot von Blutwurst und Sülze vorgesehen. Wegen Protesten wurde das Vorhaben aufgegeben.
- 2004: Die Stadtwerke Hannover druckten in ihrem Kundenmagazin ein Würfelspiel namens „Die Haarmann-Schleife“ ab. Die Ausgabe musste eingestampft werden.[32]
- 2007: Die Hannover Marketing und Tourismus GmbH gab einen Adventskalender heraus. Auf einem Türchen befand sich eine Abbildung von Fritz Haarmann mit Beil.[33] Dies stieß auf Widerspruch. Der Kalender 2017[34] zeigte wieder Fritz Haarmann mit einem Beil.
- 2012: Eine seit mehreren Jahren im Fanblock von Hannover 96 gezeigte Fahne mit dem Bildnis des Serienmörders erregte die Gemüter. Der DFB schaltete sich ein.[35]
- 2019: Eine Privatperson bietet seither unter der Bezeichnung „Fritz Haarmann – Die Mördertour“ einen Stadtrundgang in Hannover an.[36]

## Sonstiges

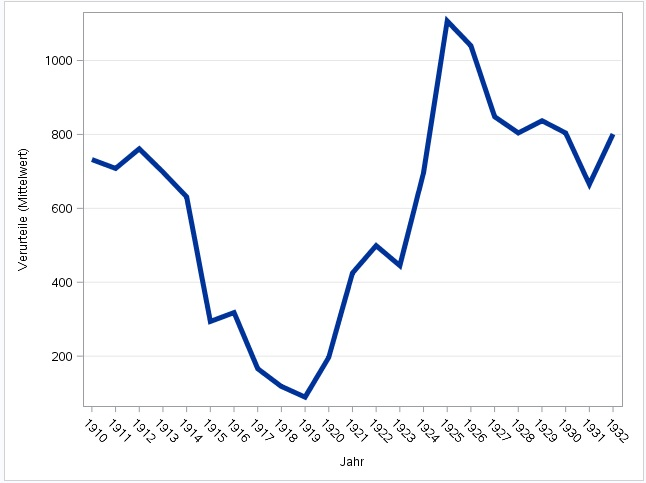
Ausschnitt aus der Statistik der Verurteilungen wegen sexueller Handlungen zwischen männlichen Personen (§ 175). 1914–1918: Verringerung durch den Ersten Weltkrieg 1924: sprunghafter Anstieg

Die breite Berichterstattung und die Beschäftigung der Bevölkerung mit dem Thema zeichnete sich auch in den Fallzahlen und Verurteilungen wegen sexueller Handlungen zwischen männlichen Personen (§ 175 StGB) ab. Sie stiegen nach 1924, dem Jahr des Haarmann-Prozesses, sprunghaft an und pendelten sich nach einer kurzen Spitze von 1927 an auf einem höheren Niveau als vor 1914 (Beginn des Ersten Weltkriegs) ein.
Unmittelbar nach der Festnahme Haarmanns erschien ein Hamburger Filmteam in Hannover, um Haarmanns Wohnviertel, das Milieu und die Altstadt Hannovers zu filmen. Von dem 20-minütigen Film, der kurzzeitig in den Lichtspielhäusern ausgestrahlt wurde, liegt nur noch ein fünfminütiges Fragment vor.
Dokumente und Fotos aus den Polizeiakten im Haarmann-Fall finden sich im Polizeimuseum Niedersachsen in Nienburg/Weser.